# 1991 VC5
1991 VC5 är en asteroid i huvudbältet som upptäcktes den 10 november 1991 av den japanska astronomen Satoru Otomo i Kiyosato.
Asteroiden har en diameter på ungefär 4 kilometer och den tillhör asteroidgruppen Vesta.